# Domoljublje
Domoljublje ili patriotizam (iz starogrčkog πατρίς; patris, otac; lat. patria, domovina, očevina) označava emocionalnu privrženost svome narodu. Pojam domoljublja ili domoljubnog ponosa na vlastiti narod, može biti temeljen na vrlo različitim karakteristikama ili aspektima naroda, kao što su: jezik, kultura, politika, povijest ili šport. Domoljublje se općenito razlikuje od nacionalizma i šovinizma po tome što se domoljub ili patriot identificira sa svojom zemljom i svojim narodom bez vrijeđanja ili omalovažavanja drugih naroda.
U Srednjoj Europi domoljublje se razvilo iz liberalizma i nacionalizma srednjeg sloja, koji je u borbi protiv feudalizma pokušavao stvoriti nacionalnu državu. Nakon francuske revolucije 1789. godine, domoljublje se u većini europskih država nastavilo razvijati te je prestalo biti samo pitanje intelektualnih elita. Danas se domoljublje u većini zemalja podrazumijeva kao pozitivno konotiran pojam.

## Vidjeti
- Domoljubne pjesme
- Domovina

## Galerija
- Iskazivanje domoljublja na športskim događajima.
- „God Bless the USA“ – domoljubni iskaz u SAD-u.
- Hrvatska domoljubna humanitarna značka iz 1914. godine
- Kuća s njemačkom zastavom.

## Vanjske poveznice
|  | Zajednički poslužitelj ima još gradiva o temi Domoljublje |
|  | Wikicitati imaju zbirke citata o temi Domoljublje         |